# Reino Ptolemaico
O Reino Ptolemaico (grego antigo: Πτολεμαϊκὴ βασιλεία, Ptolemaïkḕ basileía) era um reino helenístico baseado no Egito. Foi governado pela Dinastia Ptolemaica, que começou com a ascensão de Ptolemeu I Sóter (após a morte de Alexandre, o Grande) em 323 a.C., e terminou com a morte de Cleópatra e a conquista romana em 30 a.C.
O Reino Ptolemaico foi fundado em 305 a.C. por Ptolemeu I Sóter, que se declarou Faraó do Egito e criou uma poderosa dinastia grega helenística que governou uma área que ia desde o sul da Síria até a cidade de Cirene e sul do Egito, na região da Núbia. 
Foi um período de forte influência grega naquela região. Alguns estudiosos argumentam que o reino foi fundado em 304 a.C. por causa do uso de diferentes calendários naquela época: Ptolemeu coroou-se em 304 a.C. no calendário egípcio antigo, mas em 305 a.C. no antigo calendário macedônio; para resolver a questão, o ano 305/4 foi contado como o primeiro ano do Reino Ptolemaico nos papiros demóticos.
Alexandria tornou-se a capital e um importante centro da cultura e comércio gregos. Para ganhar reconhecimento pela população nativa do Egito, os reis ptolemaicos intitularam-se os sucessores dos faraós. Os posteriores Ptolemeus assumiram tradições egípcias ao se casarem com os seus irmãos, foram retratados em monumentos públicos em estilo e vestuário egípcios e participaram da vida religiosa egípcia. Os Ptolemeus estavam envolvidos em guerras civis e estrangeiras que levaram ao declínio do reino e sua anexação final por Roma. A cultura grega continuou a prosperar no Egito durante os períodos Romano e Bizantino até à conquista muçulmana.

## História
A era do reinado ptolemaico no Egito é um dos períodos de tempo mais bem documentados da era helenística; uma riqueza de papiros escritos em grego e egípcio da época foram descobertos no Egito.

### Antecedentes

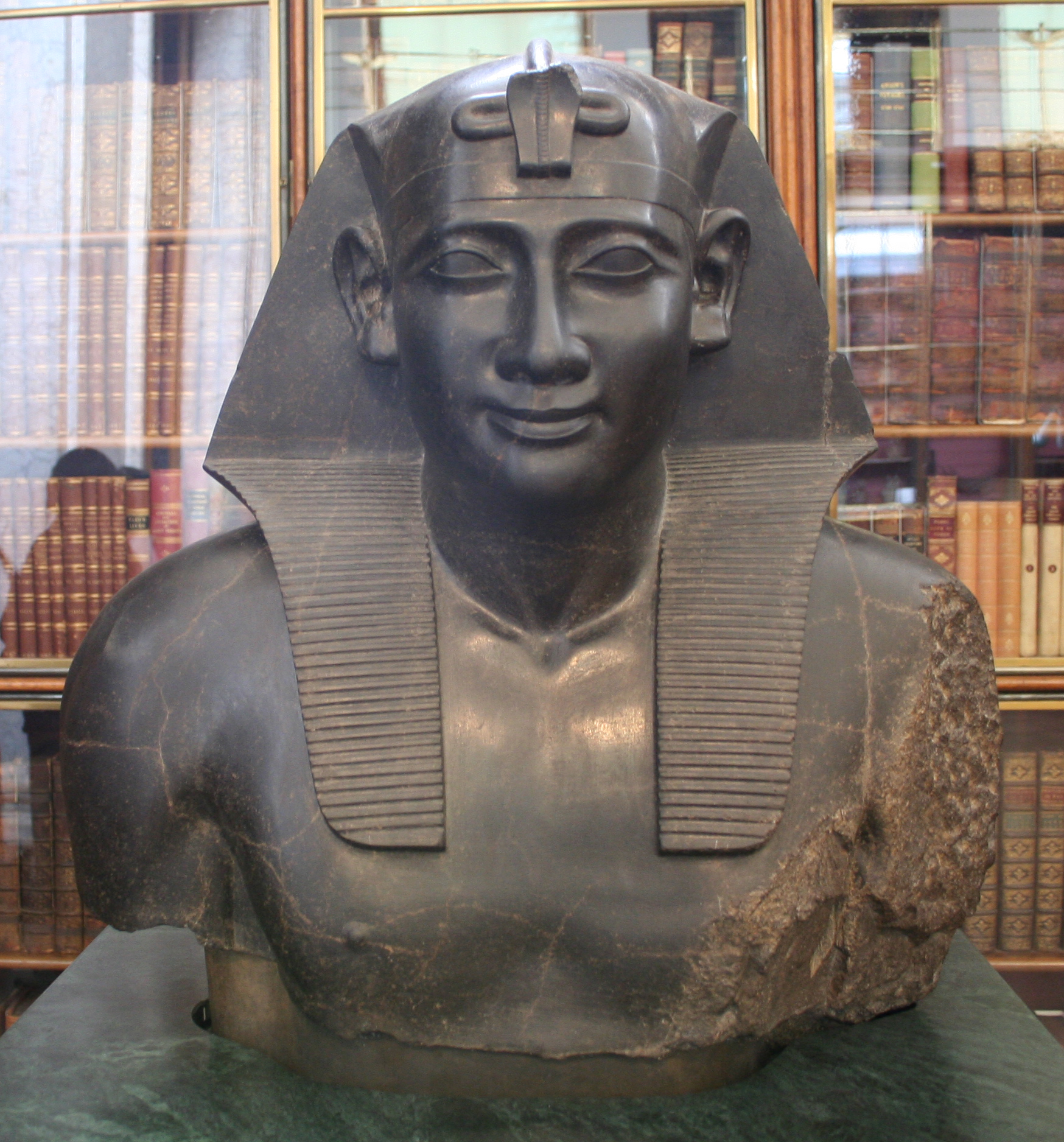
Ptolemeu como Faraó do Egito - Museu Britânico - Londres.

Em 332 a.C., Alexandre, o Grande, rei da Macedônia, invadiu o Egito governado pelo Império Aquemênida.  Ele visitou Mênfis e viajou para o oráculo de Ámon no Oásis de Siuá. O oráculo declarou que ele era filho de Ámon. Ele conciliou os egípcios pelo respeito que demonstrou pela sua religião, mas nomeou Macedônios para praticamente todos os postos seniores do país e fundou uma nova cidade grega, Alexandria, para ser a nova capital. A riqueza do Egito podia agora ser aproveitada para a conquista de Alexandre do resto do Império Persa. No início de 331 a.C., ele estava pronto para partir e levou as suas tropas para Fenícia. Ele deixou Cleómenes como governante para controlar o Egito em sua ausência. Alexandre nunca voltou ao Egito.

### Estabelecimento
Após a morte de Alexandre na Babilónia em 323 a.C., uma crise de sucessão eclodiu entre os seus generais. Inicialmente, Pérdicas governou o império como regente para o meio-irmão de Alexandre, Arrideu, que se tornou Filipe III da Macedónia, e depois como regente de Filipe III e Alexandre IV da Macedónia filho de Alexandre, que não era nascido na época da morte de seu pai. Pérdicas nomeou Ptolemeu, um dos companheiros mais próximos de Alexandre, para ser governador do Egito. Ptolemeu governou o Egito a partir de 323 a.C., nominalmente em nome dos reis conjuntos Filipe III e Alexandre IV. No entanto, quando o império de Alexandre, o Grande, se desintegrou, Ptolemeu logo se estabeleceu como governante por direito próprio. Ptolemeu defendeu com sucesso o Egito contra uma invasão de Pérdicas em 321 a.C. e consolidou a sua posição no Egito e nas áreas circunvizinhas durante as Guerras dos Diádocos (322–301 a.C.). Em 305 a.C., Ptolemeu conquistou o título de Rei. Como Ptolemeu I Sóter ("Salvador"), ele fundou a Dinastia Ptolemaica que governaria o Egito por quase 300 anos.
Todos os governantes masculinos da dinastia levaram o nome Ptolemeu, enquanto princesas e rainhas preferiam os nomes Cleópatra, Arsinoe e Berenice. Como os reis ptolemaicos adotaram o costume egípcio de casar com as suas irmãs, muitos dos reis governaram conjuntamente com as suas esposas, que também eram da casa real. Esse costume tornou a política ptolemaica confusamente incestuosa, e os Ptolemeus posteriores eram cada vez mais débeis. As únicas rainhas ptolemaicas que governaram oficialmente sozinhas foram Berenice III e Berenice IV. Cleópatra V co-governou, mas foi com outra mulher, Berenice IV. Cleópatra VII oficialmente co-governou com Ptolemeu XIII Téo Filópator, Ptolemeu XIV e Ptolemeu XV, mas efetivamente governou o Egito sozinha.

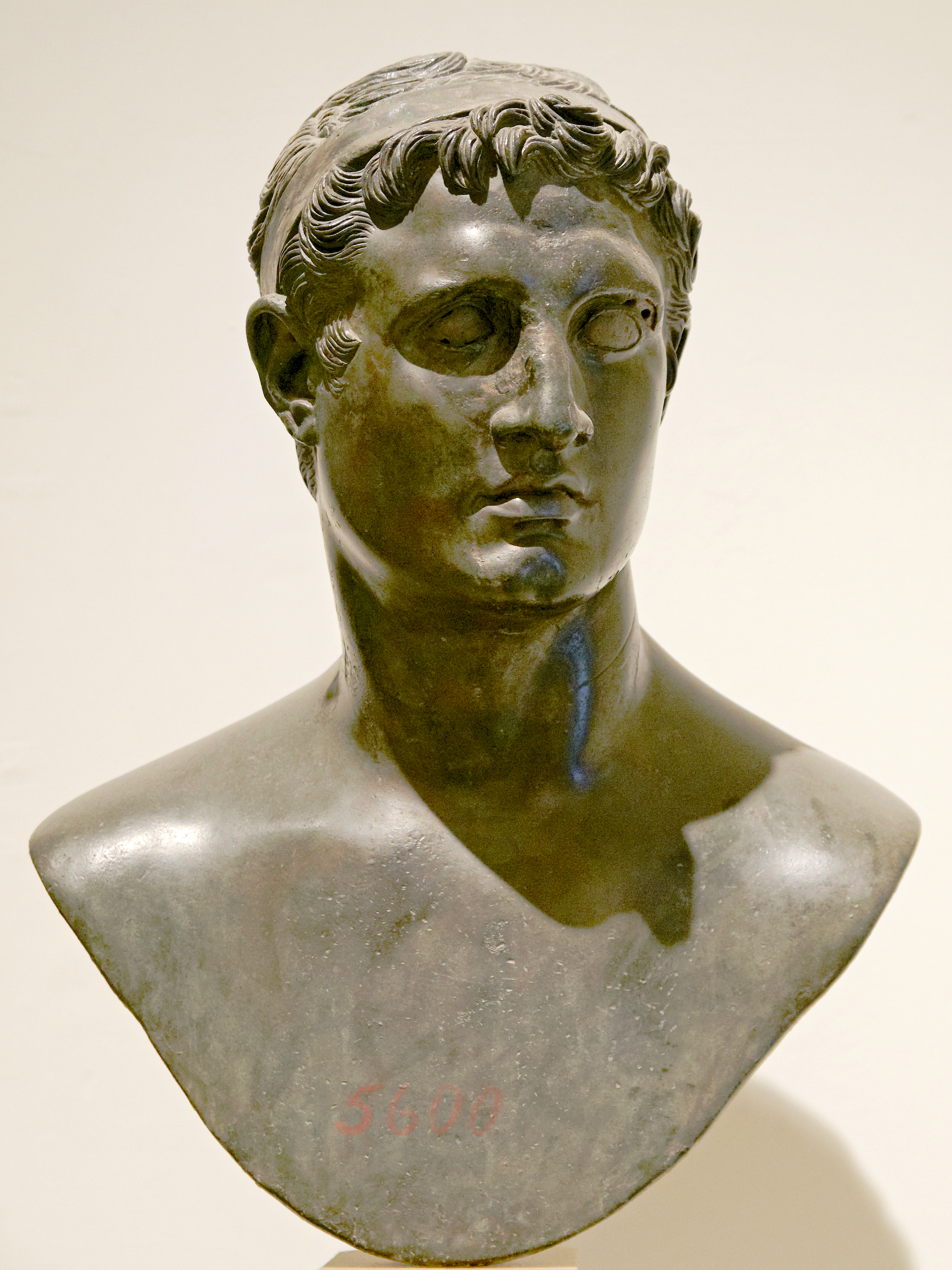
Busto do rei Ptolemeu II Filadelfo 309–246 a.C.

Os primeiros Ptolemeus não perturbaram a religião nem os costumes dos Egípcios. Eles construíram magníficos novos templos para os deuses egípcios e logo adotaram a exibição externa dos Faraós da antiguidade. Durante o reinado de Ptolemeu II e III milhares de veteranos Macedónios foram recompensados com concessões de terras agrícolas, e os Macedónios foram colocados em colónias e guarnições ou estabeleceram-se nas aldeias em todo o país. O Alto Egito, mais distante do centro do governo, foi menos afetado, embora Ptolemeu I tenha estabelecido a colónia grega Ptolemaida Hérmia como sua capital. Mas, dentro de um século, a influência grega espalhou-se pelo país e os casamentos mistos produziram uma grande classe educada greco-egípcia. No entanto, os Gregos sempre permaneceram como uma minoria privilegiada no Egito Ptolemaico. Eles viviam sob a lei grega, recebiam educação grega, eram julgados em tribunais gregos e eram cidadãos de cidades gregas.

### Ascensão

#### Ptolemeu I
A primeira parte do reinado de Ptolemeu I foi dominada pelas Guerras dos Diádocos entre os vários os vários estados sucessores do império de Alexandre. Seu primeiro objetivo era manter sua posição no Egito de forma segura e, segundo aumentar o seu domínio. Em poucos anos, ele ganhou o controle da Líbia, Celessíria (incluindo a Judeia) e o Chipre. Quando Antígono, governante da Síria, tentou reunir o império de Alexandre, Ptolemeu juntou-se à coalizão contra ele. Em 312 a.C., aliado a Seleuco, o soberano da Babilónia, ele derrotou Demétrio, filho de Antígono, na batalha de Gaza.
Em 311 a.C., uma paz foi concluída entre os combatentes, mas em 309 a.C. a guerra começou novamente, e Ptolemeu ocupou Corinto e outras partes da Grécia, embora tenha perdido o Chipre após uma batalha no mar em 306 a.C. Antígono então tentou invadir o Egito, mas Ptolemeu segurou a fronteira contra ele. Quando a coalizão foi renovada contra Antígono em 302 a.C., Ptolomeu juntou-se a ela, mas nem ele nem o seu exército estavam presentes quando Antígono foi derrotado e morto em Ipso. Em vez disso, ele aproveitou a oportunidade para garantir a Cele-Síria e a Palestina, em violação do acordo que a designou para Seleuco, estabelecendo assim o cenário para as futuras Guerras Sírias.  Depois disso, Ptolemeu tentou ficar fora das guerras em terra, mas ele retomou Chipre em 295 a.C..
Sentindo que o reino estava agora seguro, Ptolemeu compartilhou o governo com o seu filho Ptolemeu II da rainha Berenice em 285 a.C. Ele então pode ter dedicado sua aposentadoria a escrever uma história das campanhas de Alexandre - que infelizmente foi perdida, mas foi a principal fonte para o trabalho posterior de Arriano. Ptolemeu I morreu em 283 a.C. com 84 anos de idade. Ele deixou um reino estável e bem governado para seu filho.

#### Ptolemeu II
Ptolemeu II Filadelfo, que sucedeu seu pai como rei do Egito em 283 a.C., era um rei pacífico e culto, e nenhum grande guerreiro. Ele não precisava ser, porque seu pai havia deixado o Egito forte e próspero. Três anos de campanha no início de seu reinado (chamada de Primeira Guerra Síria) deixaram Ptolemeu como mestre do Mediterrâneo oriental, controlando as ilhas do Mar Egeu (a Liga Nesiótica) e os distritos costeiros da Cilícia, Panfília, Lícia e Cária. No entanto, alguns desses territórios foram perdidos perto do final do seu reinado, como resultado da Segunda Guerra Síria. Em 270 a.C., Ptolemeu II derrotou o Reino de Cuxe em guerra, conquistando para os Ptolemeus livre acesso ao território Cuxita e controle de importantes áreas de mineração de ouro ao sul do Egito conhecidas como Dodekasoinos. Como resultado, os Ptolemeus estabeleceram estações de caça e portos tão ao sul quanto o Porto Sudão, de onde grupos de busca contendo centenas de homens procuravam por elefantes de guerra. A cultura helenística iria adquirir uma influência importante em Cuxe neste momento.
A primeira esposa de Ptolemeu, Arsínoe I, filha de Lisímaco, era a mãe dos seus filhos legítimos. Depois de seu repúdio, ele seguiu o costume egípcio e casou-se com a sua irmã, Arsínoe II, iniciando uma prática que, embora agradasse à população egípcia, teria sérias consequências em reinos posteriores. O esplendor material e literário da corte Alexandrina estava no auge sob Ptolemeu II. Calímaco, guardião da Biblioteca de Alexandria, Teócrito e uma série de outros poetas, glorificaram a família Ptolemaica. O próprio Ptolemeu estava ansioso por aumentar a biblioteca e patrocinar a pesquisa científica. Ele gastou prodigamente em tornar Alexandria a capital económica, artística e intelectual do mundo helenístico. É às academias e bibliotecas de Alexandria que devemos a preservação de tanto património literário grego.

#### Ptolemeu III

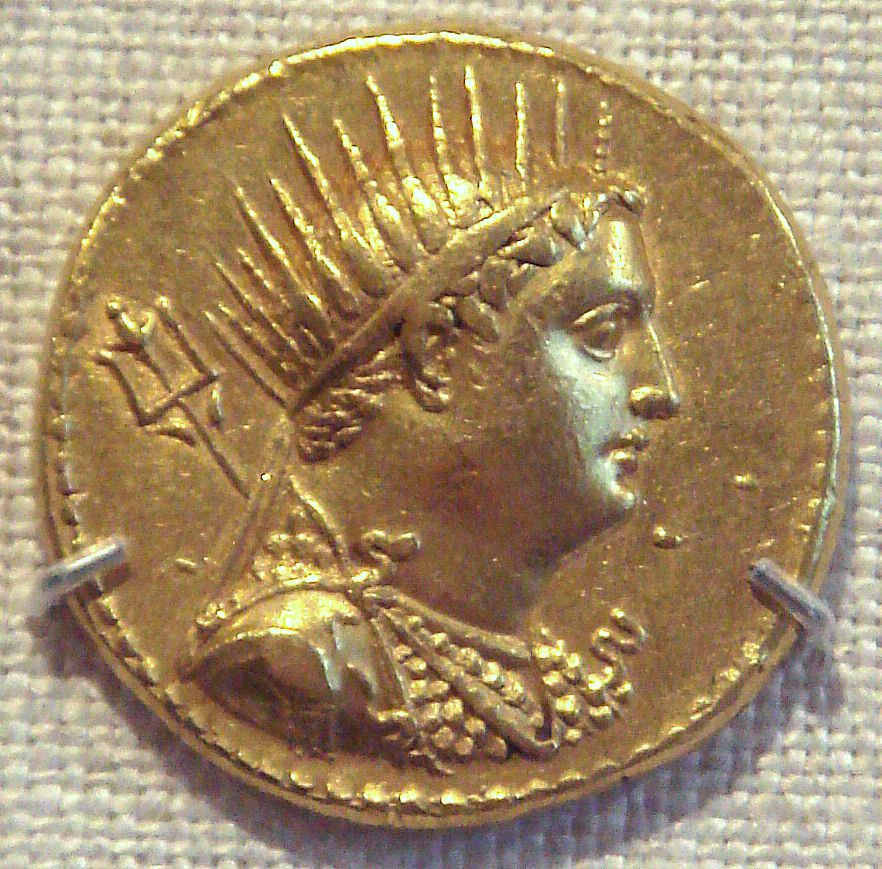
Moeda do rei Ptolemeu III

Ptolemeu III Evérgeta ("o benfeitor") sucedeu a seu pai em 246 a.C. Abandonou a política de seus antecessores de se manter fora das guerras dos outros reinos sucessores macedónios e mergulhou na Terceira Guerra Síria com os Selêucidas da Síria, quando sua irmã, a rainha Berenice Sira, e seu filho foram assassinados numa disputa dinástica. Ptolemeu marchou triunfalmente para o coração do reino Selêucida, até à Babilónia, enquanto as suas frotas no mar Egeu fizeram novas conquistas ao norte da Trácia.
Esta vitória marcou o apogeu do poder Ptolemaico. Seleuco II Calínico manteve o seu trono, mas as frotas egípcias controlavam a maior parte das costas da Ásia Menor e da Grécia. Depois desse triunfo, Ptolemeu não mais participou ativamente na guerra, embora apoiasse os inimigos da Macedónia na política Grega. A sua política interna diferia da de seu pai, na medida em que ele patrocinava a religião nativa do Egito de maneira mais liberal: ele deixava traços maiores entre os monumentos egípcios. O seu reinado marca a gradual "egipcianização" dos Ptolemeus.

### Declínio

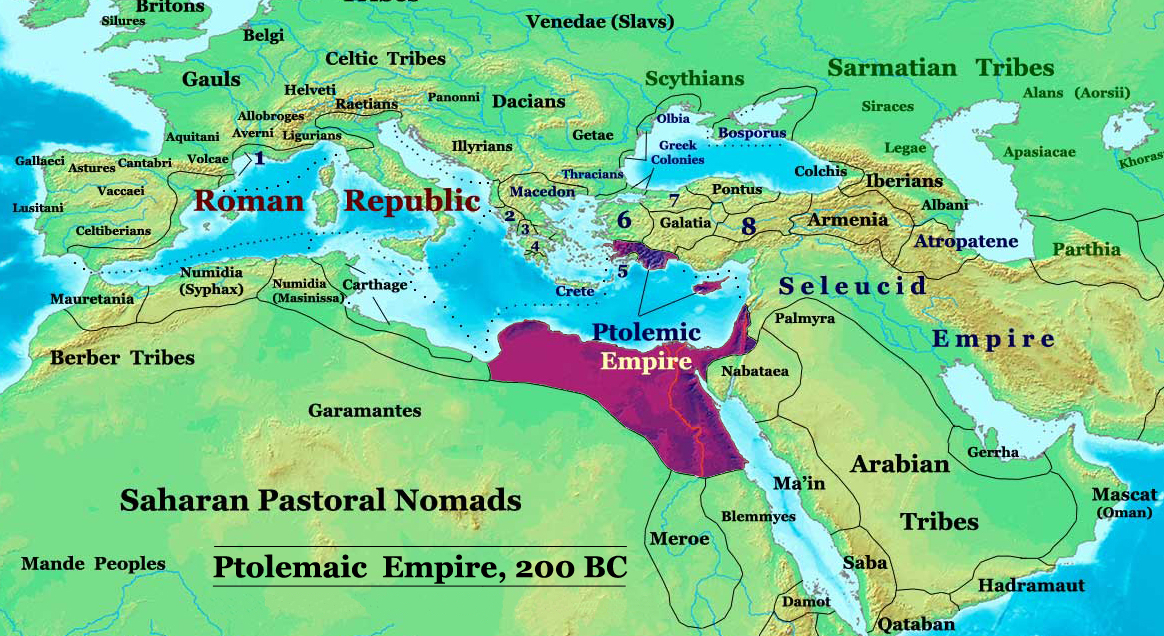
Reino Ptolemaico em 200 a.C.

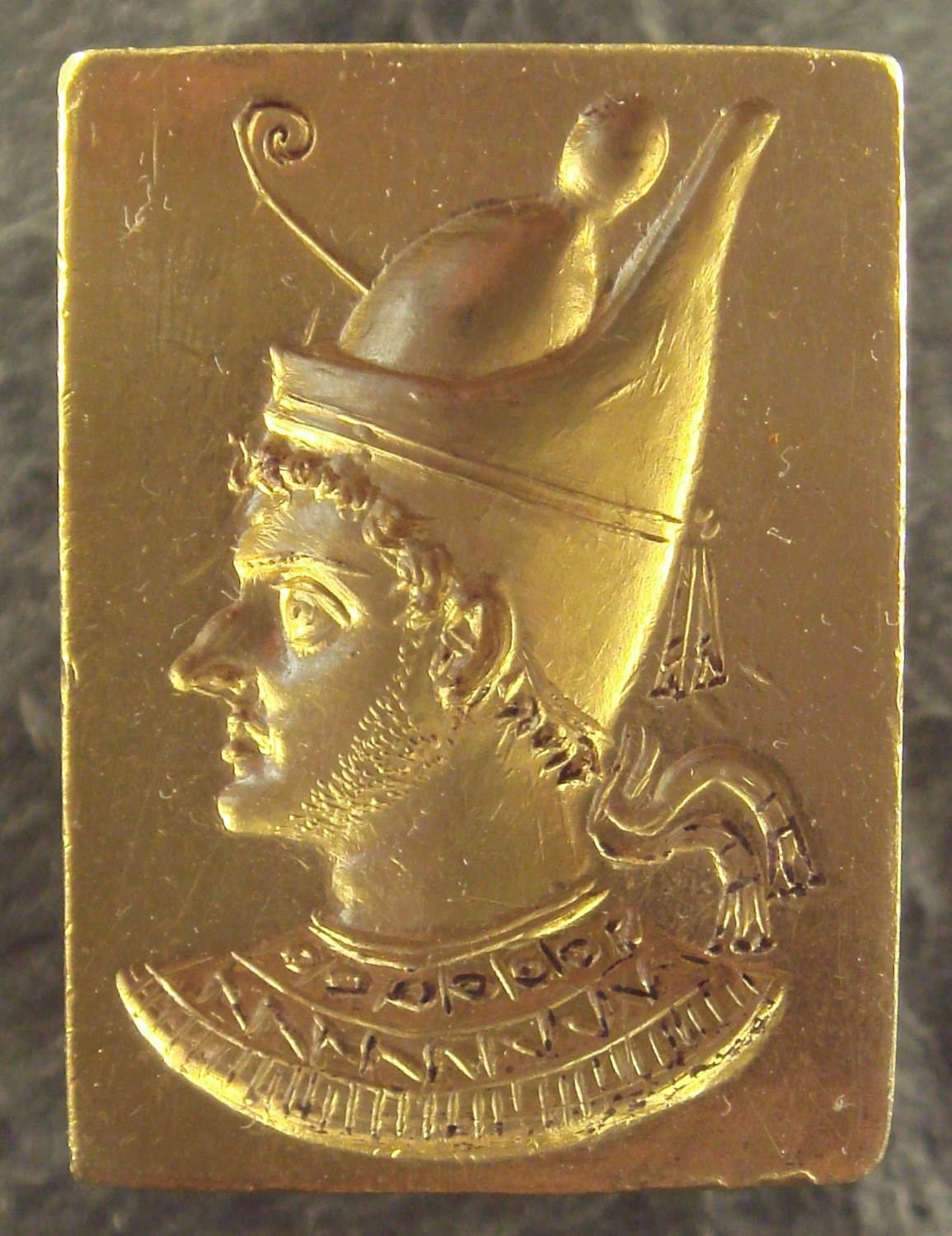
Anel de Ptolemeu VI Filómetor - Museu do Louvre.

#### Ptolemeu IV
Em 221 a.C., Ptolemeu III morreu e foi sucedido por seu filho Ptolemeu IV Filópator, um rei fraco e corrupto sob o qual começou o declínio do reino Ptolemaico. O seu reinado foi inaugurado pelo assassinato de sua mãe, e ele estava sempre sob a influência de favoritos reais, homens e mulheres, que controlavam o governo. No entanto, seus ministros foram capazes de fazer sérios preparativos para enfrentar os ataques de Antíoco III, o Grande, em Cele-Síria, e a grande vitória egípcia de Ráfia em 217 a.C. garantiu o reino. Um sinal da fraqueza doméstica de seu reinado foram as rebeliões de nativos egípcios que levaram mais de metade do país por mais de 20 anos. Filópator era dedicado às religiões orgiásticas e à literatura. Ele casou-se com sua irmã Arsínoe, mas foi governado pela sua amante Agathoclea.

#### Ptolemeu V e Ptolemeu VI

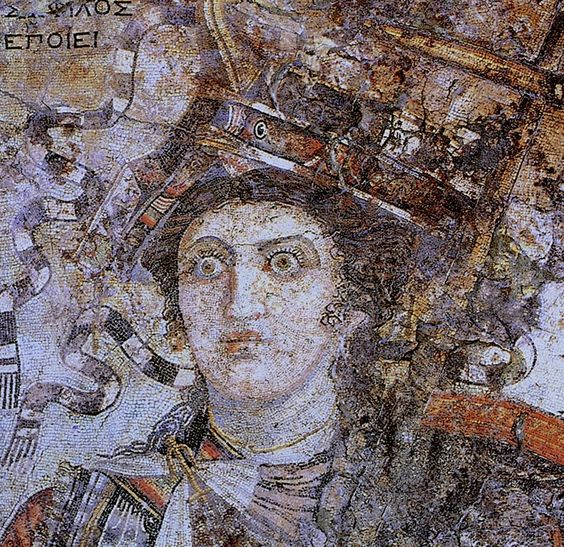
Mosaico de Tmuis (Mendes), Egito, criado pela artista helenística Sophilosem cerca de 200 a.C., agora no Museu Greco-Romano em Alexandria, Egito, a mulher representada é a rainha ptolemaica Berenice II (que governou juntamente com o seu marido Ptolemeu III) como a personificação de Alexandria, com a sua coroa mostrando a proa de um navio, enquanto ela ostenta um broche em forma de âncora nas suas vestes, símbolos da habilidade naval e sucessos no mar Mediterrâneo do Reino Ptolemaico.

Ptolemeu V Epifânio, filho de Filópator e Arsínoe, era uma criança quando chegou ao trono, e uma série de regentes correram o reino. Antíoco III do Império Selêucida e Filipe V da Macedônia fizeram um pacto para apreender as posses ptolemaicas. Filipe apreendeu várias ilhas e lugares em Cária e Trácia, enquanto a batalha de Panium em 200 a.C. transferiu a Cele-Síria do controle ptolemaico para o selêucida. Depois dessa derrota, o Egito formou uma aliança com o poder crescente no Mediterrâneo, Roma. Assim que atingiu a idade adulta, Epifânio tornou-se um tirano, antes de sua morte prematura em 180 a.C. ele foi sucedido pelo seu filho Ptolemeu VI Filómetor.
Em 170 a.C., Antíoco IV Epifânio invadiu o Egito e depôs Filómetor. Em algumas versões da Bíblia, o livro I Macabeus 1: 16-19, traduz a passagem como:
Agora, quando o reino foi estabelecido antes de Antíoco, ele pensou em reinar sobre o Egito para que ele pudesse ter o domínio de dois reinos. Por isso entrou no Egito com uma grande multidão, com carros e elefantes, e cavaleiros e uma grande marinha, e fez guerra contra Ptolemeu, rei do Egito; mas Ptolemeu teve medo dele e fugiu; e muitos foram feridos até à morte. Assim tomaram as cidades fortes na terra do Egito e ele tomou os despojos das mesmas.
O irmão mais novo de Filómetor (mais tarde Ptolemeu VIII Evérgeta II) foi instado como um rei marioneta. Quando Antíoco se retirou, os irmãos concordaram em reinar conjuntamente com a sua irmã Cleópatra II. Eles logo se desentenderam, porém, e brigas entre os dois irmãos permitiram que Roma interferisse e aumentasse a sua influência no Egito. Filómetor finalmente recuperou o trono. Em 145 a.C., ele foi morto na Batalha de Antioquia.

### Ptolemeus posteriores
Filómetor foi sucedido por outro bebê, o seu filho Ptolemeu VII Novo Filópator. Mas Evérgeta logo retornou, matou o seu jovem sobrinho, tomou o trono e como Ptolemeu VIII logo se mostrou um tirano cruel. Em sua morte em 116 a.C., ele deixou o reino para a sua esposa Cleópatra III e o seu filho Ptolemeu IX Sóter II. O jovem rei foi expulso por sua mãe em 107 a.C., que reinou em conjunto com o filho mais novo de Evérgeta, Ptolemeu X Alexandre I. Em 88 a.C., Ptolemeu IX voltou ao trono e manteve-o até à sua morte em 80 a.C.. Foi sucedido por Ptolemeu XI Alexandre II, filho de Ptolemeu X. Ele foi linchado pela turba Alexandrina depois de assassinar a sua madrasta, que também era sua prima, tia e esposa. Essas sórdidas disputas dinásticas deixaram o Egito tão enfraquecido que o país tornou-se um protetorado de fato de Roma, que absorveu a maior parte do mundo grego. Ptolemeu XI foi sucedido por um filho de Ptolemeu IX, Ptolemeu XII Novo Dionísio, apelidado de Auleta, o tocador de flauta. Por essa altura, Roma era o árbitro dos assuntos Egípcios e anexava a Líbia e o Chipre. Em 58 a.C., Auleta foi expulso pela turba Alexandrina, mas os romanos restauraram-no ao poder três anos depois. Morreu em 51 a.C., deixando o reino para o seu filho de dez anos de idade, Ptolemeu XIII Téo Filópator, que reinou em conjunto com a sua irmã e esposa de 17 anos, Cleópatra VII.

### Anos finais do império

#### Cleópatra

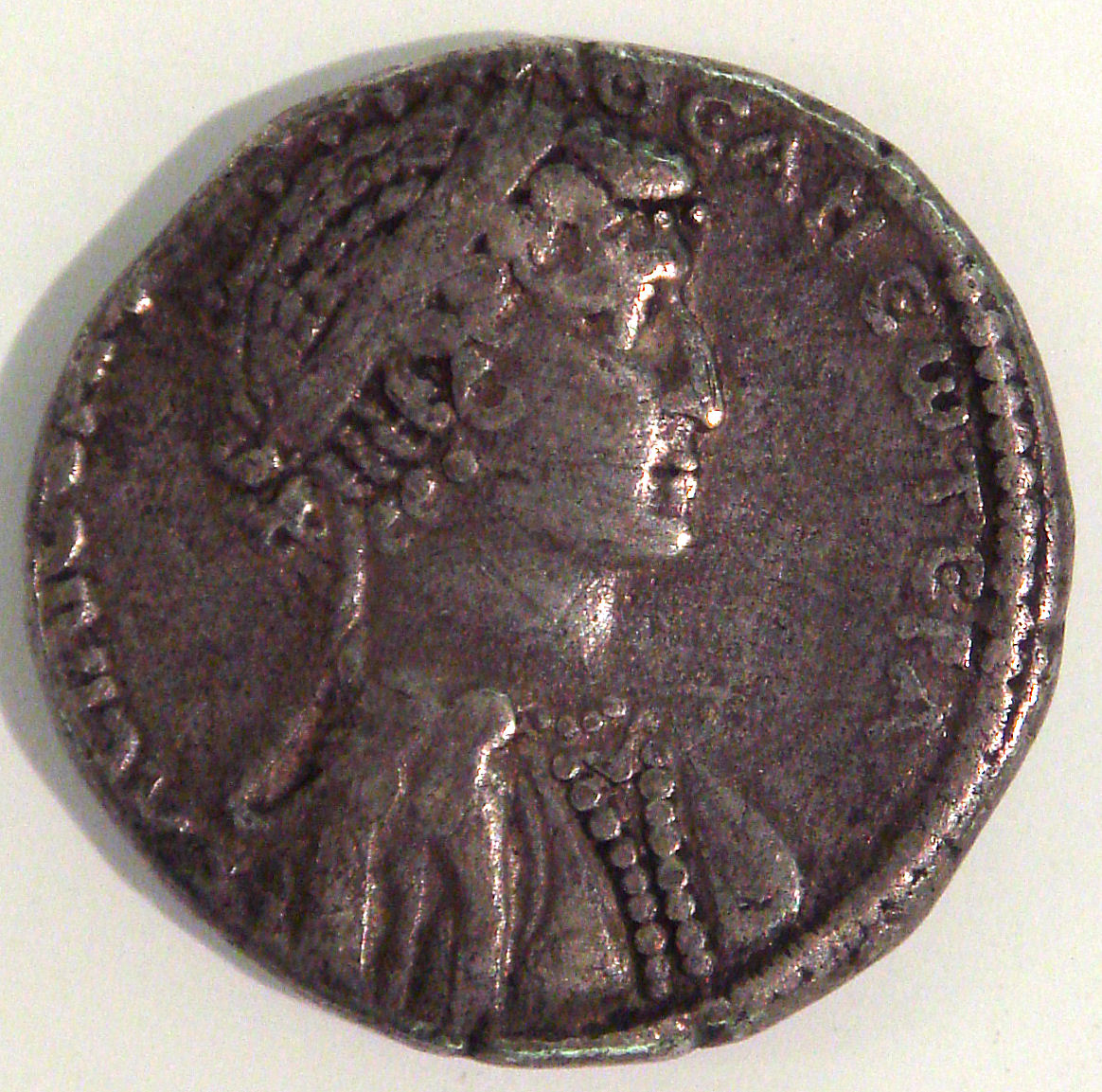
Moeda de Cleópatra VII, com a sua efígie.

Cleópatra VII ascendeu ao trono Egípcio aos dezoito anos após a morte de seu pai, Ptolemeu XII Novo Dionísio. Ela reinou como rainha "filopadora" e faraó com vários co-regentes masculinos de 51 a 30 a.C., quando morreu aos 39 anos de idade.
O fim do poder dos Ptolemeus coincidiu com a ascensão do Império Romano. Tendo pouca escolha, e testemunhando uma cidade após outra caindo para a Macedônia e para o império Selêucida, os Ptolemeus escolheram aliar-se aos romanos, um pacto que durou mais de 150 anos. Durante o governo dos Ptolemeus posteriores, Roma ganhou mais e mais poder sobre o Egito, e acabou por ser declarado guardião da dinastia ptolemaica. O pai de Cleópatra, Ptolemeu XII, pagou vastas somas de riqueza e recursos egípcios em homenagem aos romanos para garantir o seu trono. Após a sua morte, Cleópatra e seu irmão mais novo herdaram o trono, mas o seu relacionamento logo se degenerou. Cleópatra foi destituída de autoridade e título pelos conselheiros de Ptolemeu XIII. Fugindo para o exílio, ela tentaria levantar um exército para recuperar o trono.

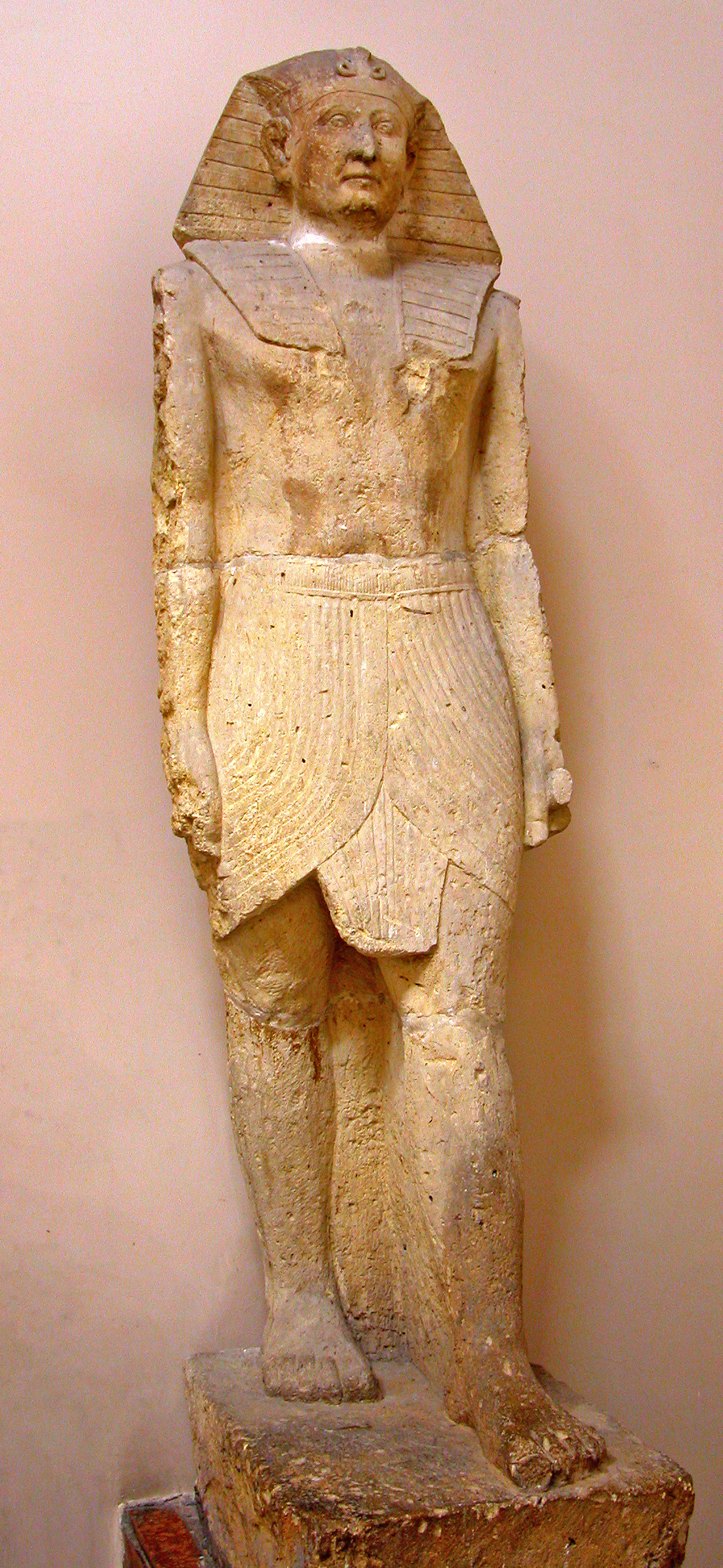
Ptolemeu XII, pai de Cleópatra VII como Faraó. Descoberto no Templo do Crocodilo, Faium.

Júlio César deixou Roma para Alexandria em 48 a.C., a fim de acabar com a iminente guerra civil, pois a guerra no Egito, que era um dos maiores fornecedores de grãos e outros bens caros para Roma, teria um efeito prejudicial no comércio. Durante a sua estada no palácio Alexandrino, ele recebeu Cleópatra de 22 anos, supostamente levada a ele em segredo envolta num tapete. Ela contou com o apoio de César para alienar Ptolemeu XIII. Com a chegada dos reforços romanos, e após as batalhas em Alexandria, Ptolemeu XIII foi derrotado na Batalha do Nilo. Mais tarde, ele afogou-se no rio, embora as circunstâncias da sua morte não sejam claras.

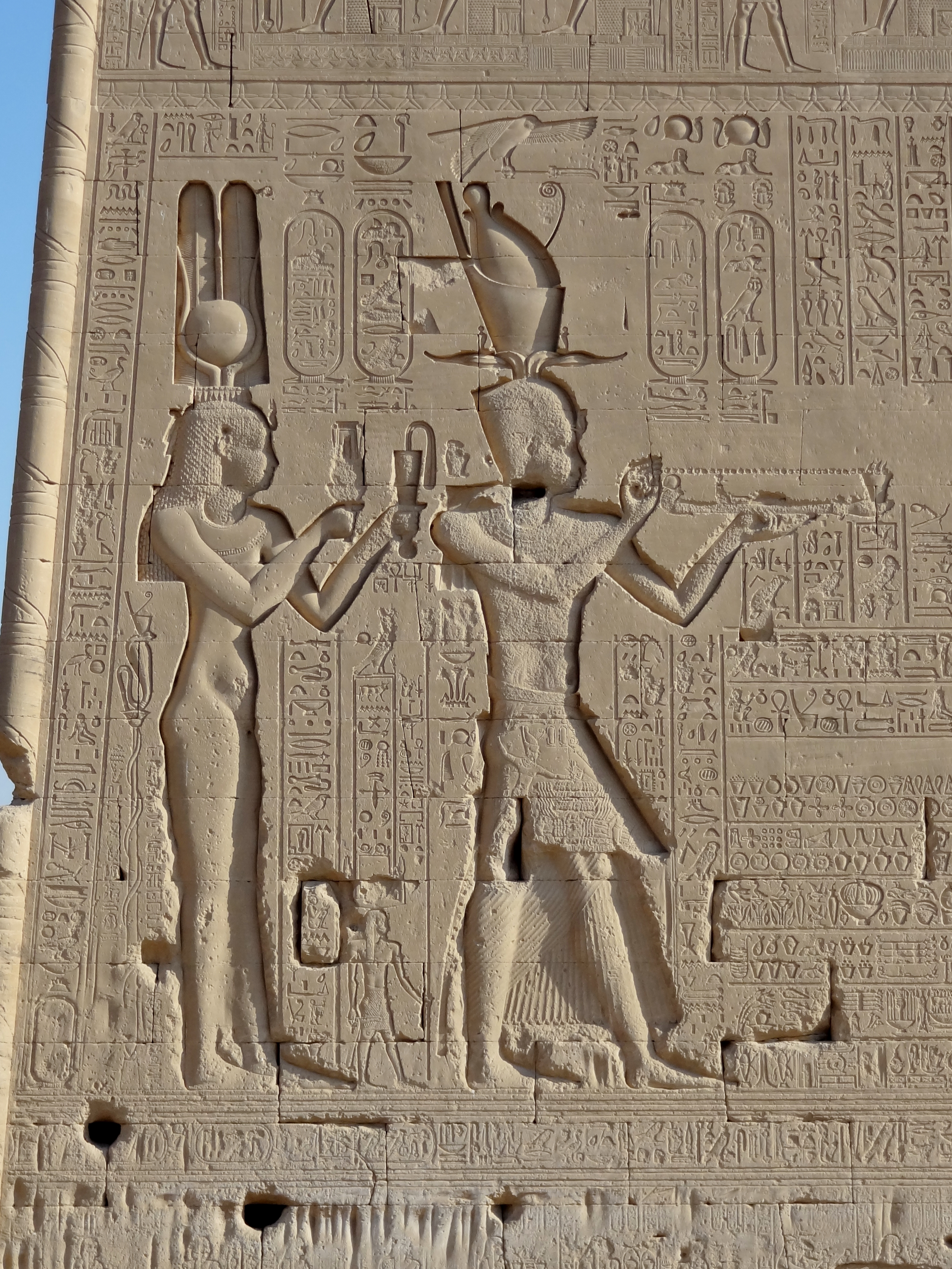
Rainha Cleópatra e Cesarião - Templo de Dendera., Egito.

No verão de 47 a.C., tendo se casado com o seu irmão mais novo Ptolemeu XIV, Cleópatra embarcou com César para uma viagem de dois meses ao longo do Nilo. Juntos, eles visitaram Dendera, onde Cleópatra estava sendo adorada como faraó, uma honra para além do alcance de César. Eles tornaram-se amantes, e ela lhe deu um filho, Cesarião. Em 45 a.C., Cleópatra e Cesarião deixaram Alexandria para Roma, onde ficaram num um palácio construído por César em sua honra.
Em 44 a.C., César foi assassinado em Roma por vários senadores. Com a sua morte, Roma dividiu-se entre os partidários de Marco Antônio e Otávio. Quando Marco Antônio parecia ir prevalecer, Cleópatra o apoiou e, pouco depois, eles também se tornaram amantes e acabaram-se casando no Egito (embora o casamento deles nunca tenha sido reconhecido pela lei romana, já que Antônio era casado com uma romana). A sua união produziu três filhos; os gémeos Cleópatra Selene II e Alexandre Hélio, e outro filho, Ptolemeu Filadelfo.
A aliança de Marco Antônio com Cleópatra irritou ainda mais Roma. Marcada como uma feiticeira sedenta de poder pelos romanos, ela foi acusada de seduzir Antônio para promover a sua conquista de Roma. Mais indignação se seguiu à cerimônia das doações de Alexandria no outono de 34 a.C., em que Tarso, Cirene, Creta, Chipre e Israel foram dados como monarquias clientes aos filhos de Antônio por Cleópatra. Em seu testamento, Antônio expressou o seu desejo de ser enterrado em Alexandria, em vez de ser levado para Roma no caso de sua morte, que Otávio usou contra Antônio, semeando mais dissensão na população romana.

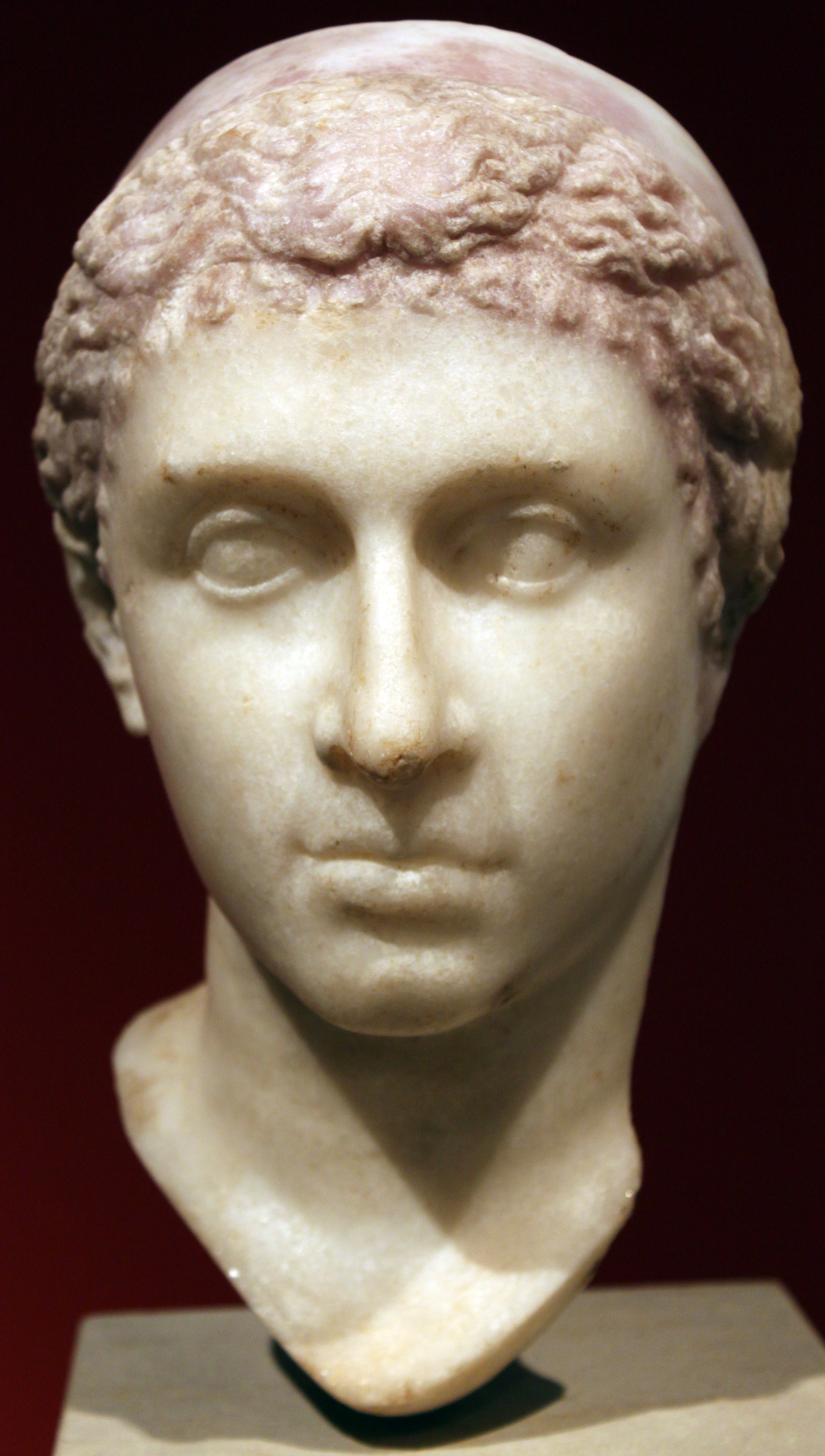
Busto de Cleópatra VII no Museu Antigo, Antiguidades Clássicas, arte romana, século I a.C.

Otávio foi rápido em declarar guerra a Antônio e Cleópatra, enquanto a opinião pública sobre Antônio estava baixa. As suas forças navais encontraram-se em Áccio, onde as forças de Marco Vipsânio Agripa derrotaram a marinha de Cleópatra e Antônio. Otávio esperou um ano antes de reivindicar o Egito como uma província romana. Ele chegou a Alexandria e derrotou facilmente as forças remanescentes de Marco Antônio fora da cidade. Enfrentando a morte certa nas mãos de Otávio, Antônio tentou suicidar-se caindo em sua própria espada. Ele sobreviveu brevemente, no entanto, e foi levado para Cleópatra, que havia se barricado em seu mausoléu, onde morreu logo depois.
Sabendo que ela seria levada para Roma para desfilar no triunfo de Otávio (e provavelmente executada depois), Cleópatra e as suas servas suicidaram-se em 12 de agosto de 30 a.C. A lenda e numerosas fontes antigas afirmam que ela morreu por causa da picada venenosa de uma áspide, embora outros afirmem que ela usou veneno, ou que Otávio ordenou a sua morte.
Cesarião, o seu filho com Júlio César, sucedeu nominalmente Cleópatra até à sua captura e suposta execução nas semanas após a morte de sua mãe. Os filhos de Cleópatra e de Antônio foram poupados por Otávio e entregues à sua irmã (e esposa romana de Antônio), Octávia, para serem criados em sua casa. A sua filha Cleópatra Selene acabou por se casar por meio de arranjo por Otávio na linhagem real mauritana. Através da sua descendência, a linha ptolemaica casou-se novamente com a nobreza romana.
Com as mortes de Cleópatra e Cesarião, a dinastia dos Ptolemeus e a totalidade do Egito faraónico chegaram ao fim. Alexandria permaneceu capital do país, mas o próprio Egito tornou-se uma província romana.

#### Administração romana

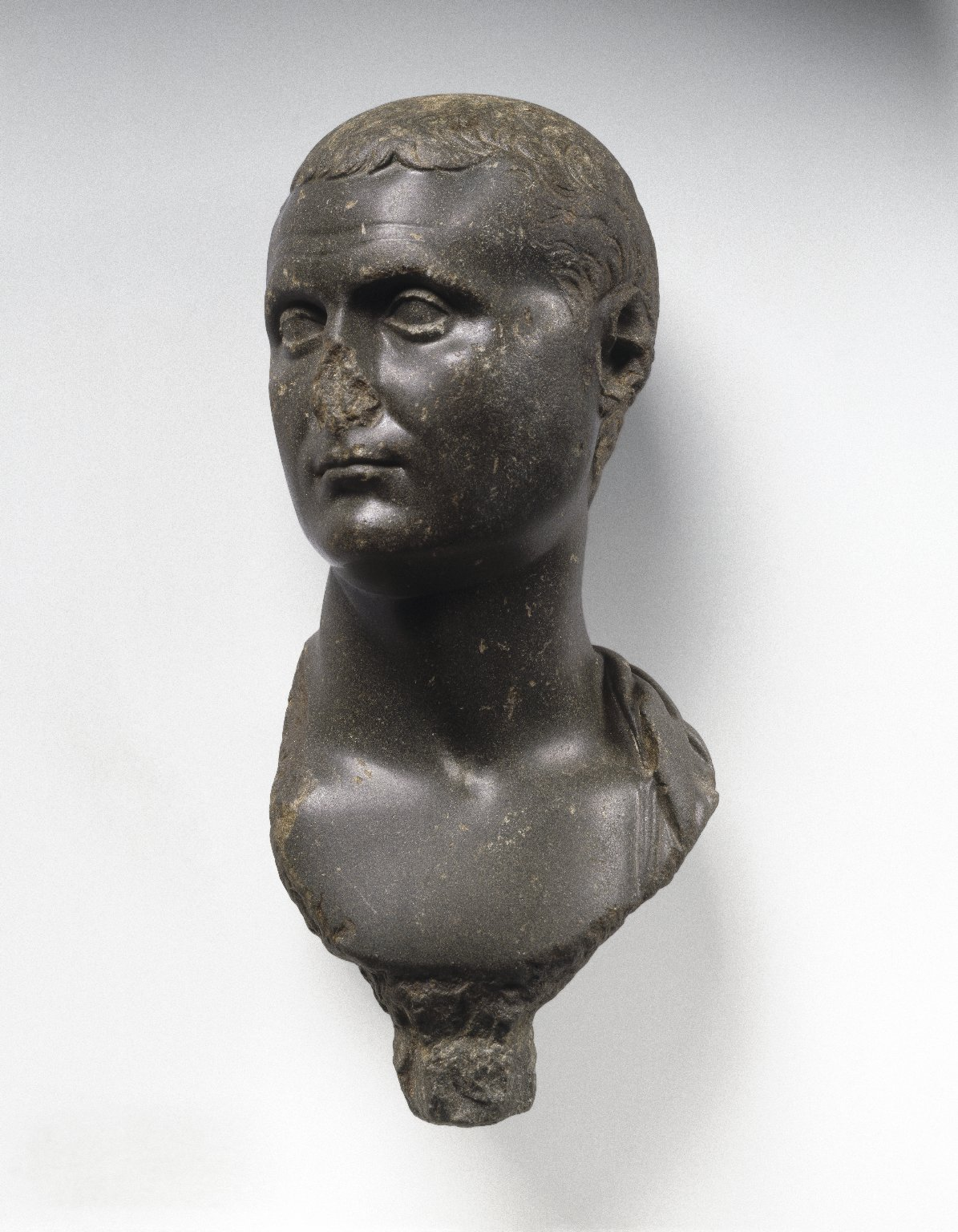
Busto de um nobre romano, c. 30 a.C.– 50 d.C., Museu do Brooklyn.

Em 30 a.C., após a morte de Cleópatra VII, o Império Romano declarou que o Egito era uma província (Aegyptus), e que deveria ser governado por um prefeito selecionado pelo imperador da classe Equestre e não por um governador da ordem Senatorial, para evitar a interferência do senado romano. O principal interesse romano no Egito era sempre a entrega confiável de grãos à cidade de Roma. Para esse fim, a administração romana não fez nenhuma mudança no sistema de governo Ptolemaico, embora os Romanos tenham substituído os Gregos nos mais altos cargos. Mas os Gregos continuaram a ocupar a maioria dos escritórios administrativos e o grego continuou a ser a língua do governo, exceto nos níveis mais altos. Diferente dos Gregos, os Romanos não se estabeleceram no Egito em grande número. A cultura, a educação e a vida cívica permaneceram em grande parte gregas durante todo o período romano. Os Romanos, como os Ptolemeus, respeitavam e protegiam a religião e os costumes egípcios, embora o culto do estado romano e do imperador fosse gradualmente introduzido.
Por volta de 25 a.C., o geógrafo, filósofo e historiador grego Estrabão subiu o Nilo até chegar a Filas, após o qual há pouco registro de seus procedimentos até 17 d.C.
De acordo com um estudo de 2017 em Nature Communications, as erupções vulcânicas impactaram o Nilo de maneira a impactar negativamente a produção agrícola e, assim, provocar a revolta no Egito Ptolemaico.